# Justizvollzugsanstalt Münster
Die Justizvollzugsanstalt Münster im westfälischen Münster gehört zu den ältesten Justizvollzugsanstalten des Landes. Sie gilt als zweitältestes Gefängnis Deutschlands, nur die Justizvollzugsanstalt Waldheim wurde früher in Betrieb genommen. Das Gebäude ist historisch wertvoll und denkmalgeschützt. Seit dem Erstbezug im Jahr 1853 hat sich die Anlage kaum verändert. Das Gefängnis verfügt über 528 Haftplätze, davon 63 im Pädagogischen Zentrum. Zur JVA Münster gehört die Zweiganstalt Coesfeld.
Am 6. Juli 2016 wurde die JVA Münster teilweise geräumt, da einige der älteren Gebäude als einsturzgefährdet gelten. Inzwischen werden nur noch die nach dem Ende des Zweiten Weltkriegs errichteten Gebäude genutzt, so dass sich die Zahl der nutzbaren Haftplätze auf insgesamt 218 reduziert hat.

## Geschichte

### Bau und Erweiterung

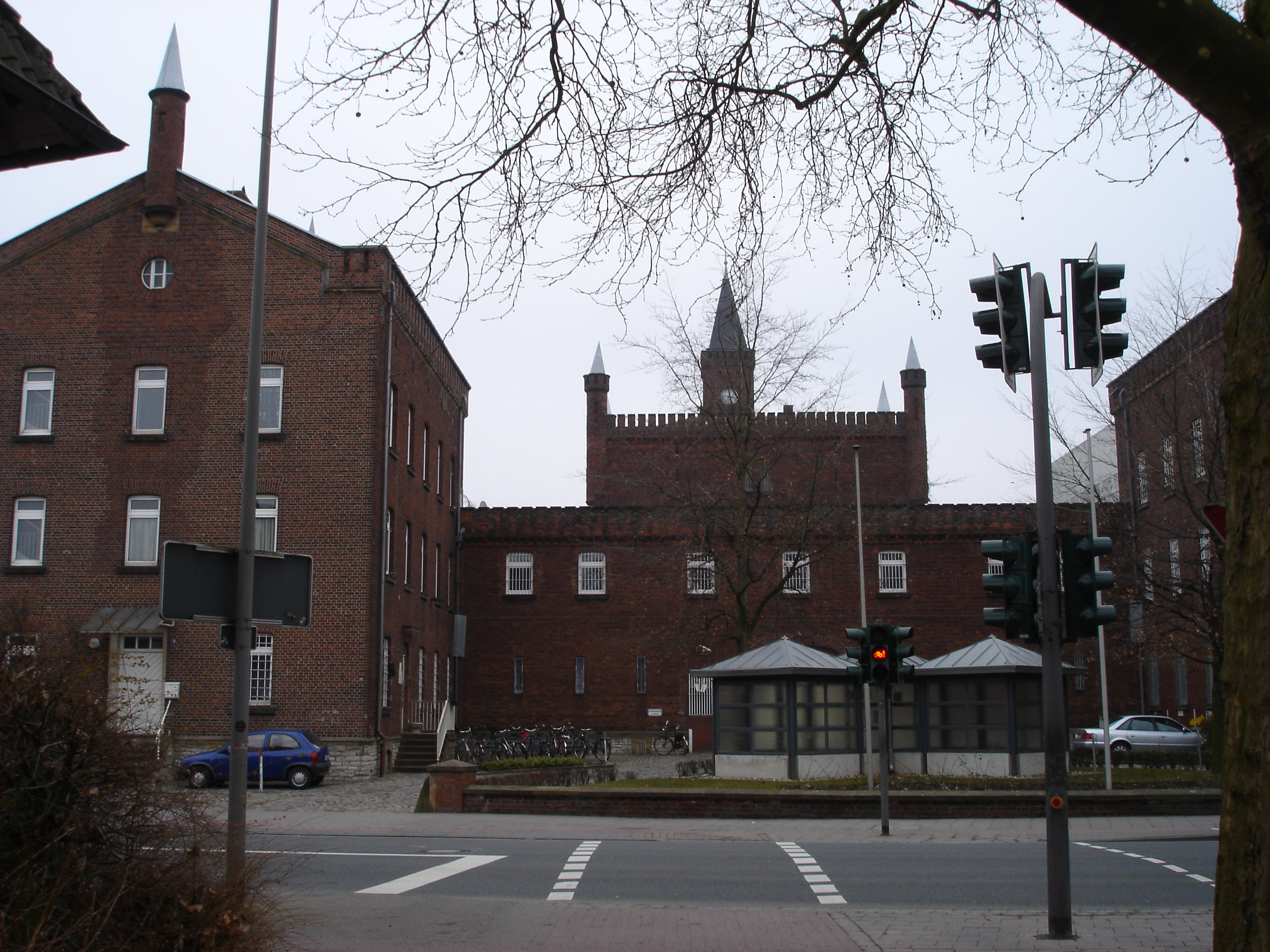
Der Haupteingang der Justizvollzugsanstalt. Im Hintergrund ist der dazugehörige Kirchturm zu sehen.

Die JVA Münster wurde ab 1845, spätestens 1848 an der Gartenstraße nach Plänen des preußischen Architekten Carl Ferdinand Busse, einem Schüler Karl Friedrich Schinkels, im Stil der englischen Neugotik erbaut. Architektonisches Vorbild war das Londoner Pentonville-Gefängnis, welches König Friedrich Wilhelm IV. bei einem Besuch beeindruckt hatte. Im polnischen Wroclaw existiert ein weiterer Gefängnisbau von Busse, der zum Münsteraner Bau eine frappierende Ähnlichkeit aufweist.
Die JVA Münster wurde 1853 unter der Bezeichnung Isolier-Strafanstalt zu Münster in Betrieb genommen. Dabei ersetzte sie den münsterschen Zwinger, der nur wenige Meter entfernt an der Promenade liegt. Der Bau erfolgte in der zu dieser Zeit üblichen Sternbauweise mit vier Flügeln, im Zentrum liegt ein Kirchengebäude mit Kirchturm. Der sternförmige Bau mit mehrstöckigen Galerien kann von einem im Zentrum befindlichen Raum mit Kuppel im Stil eines Panopticons vollständig überblickt werden. Das Gefängnis bestand aus 456 Einzel- sowie 80 Schlafzellen. Die Zellen hatten eine Größe von acht Quadratmetern. In den darauffolgenden Jahrzehnten wurde das Gefängnis mehrfach erweitert, unter anderem 1861 durch eine Krankenstation, Lager, Wirtschaftsgebäude, Küche mit Bäckerei sowie einer psychiatrischen Abteilung 1893.

### Zeit des Nationalsozialismus
In der Zeit des Nationalsozialismus wurde die Anstalt, die eine Kapazität von 605 Gefangenen hat, mit bis zu 1100 überbelegt. Unter anderem wurde eine kriminalbiologische Forschungsstelle eingerichtet, in der Straftäter auf ein „Urteil über den Wert oder Unwert des einzelnen für Volk und Staat, für die Gesellschaft und für die Rasse“ hin untersucht wurden. In einem Flügel wurden Gefangene von SS und Gestapo bewacht, auf dem Gelände wurden Erschießungen durchgeführt. Am 29. März 1945 erschossen Gestapo-Mitarbeiter an einer Innenmauer zwischen dem zerstörten B-Flügel und dem C-Flügel 17 sowjetische Zwangsarbeiter mit Genickschüssen, die tags zuvor aus dem Lager Maikotten ins Gefängnis gebracht worden waren, da es sich um Mitglieder einer „Räuberbande“ gehandelt habe, wie es aus den Akten hervorgeht, verscharrten sie in einem Bombentrichter und verbrannten ihre Begleitpapiere. Als am 2. April 1945 die Alliierten Münster erreichten, fanden US-Soldaten Tote und beerdigten diese im Innenhof des Gefängnisses, bevor sie im März 1946 exhumiert und auf dem Waldfriedhof Lauheide bestattet wurden. Eine vor dem Gefängnis angebrachte Gedenktafel erinnert an die Erschießung der Zwangsarbeiter. Ein zweiter Flügel, Teile der Kirche sowie das Verwaltungsgebäude und die Krankenstation wurden bei Luftangriffen auf Münster im Zweiten Weltkrieg zerstört. Nach Kriegsende wurden die Gebäude rasch wieder aufgebaut.

### Nachkriegszeit
Seit 1971 besitzt die JVA ein Pädagogisches Zentrum, in dem bis zu 63 Gefangene Schulabschlüsse erlangen können. Im Herbst 2005 machten Häftlinge in Münster das erste Abitur hinter Gittern in Nordrhein-Westfalen. 1975 wurde ein neues Wirtschaftsgebäude fertiggestellt, außerdem wurden 13 Plätze für Drogenabhängige geschaffen, die an einer Therapie über bis zu 18 Monate teilnehmen können. Ein solches Modell ist einmalig in Nordrhein-Westfalen. 1985 wurde eine Besuchsabteilung ausgebaut. In den 1990er Jahren wurde eine Kooperation mit der Westfälischen Wilhelms-Universität begonnen, die Jura-Studenten einen Einblick in die Justizvollzugsanstalt ermöglicht. Die Anzahl der Mitarbeiter beträgt über 300, insgesamt bietet die JVA Platz für circa 550 Häftlinge. Seit 2003 ist die Fachstelle Gefangenenbüchereiwesen bei der JVA Münster angesiedelt, sie koordiniert die Bibliotheksarbeit im Justizvollzug und Jugendarrest in Westfalen-Lippe (circa 30 Büchereien). Die Gefangenenbücherei wurde 2005 kernsaniert und neu gestaltet. Dezember 2006 wurde hier der Förderverein Gefangenenbüchereien gegründet, um Büchereien in Kooperation mit Jugendarrest- und Justizvollzugsanstalten zu fördern. 2007 wurde die Bibliothek der JVA mit dem mit 30.000 Euro dotierten Preis „Bibliothek des Jahres“ ausgezeichnet. Sie wird von 80 % der Häftlinge regelmäßig genutzt.
Das Gebäude wurde unter Denkmalschutz gestellt. Es gilt als eines der besterhaltenen preußischen Bauwerke auf deutschem Boden. „Die Anlage gilt als eines der wichtigsten nicht kirchlichen Denkmäler Münsters. Es ist das älteste erhaltene Gefängnis Preußens und setzt damit auch überregional ein Zeichen in der Architekturgeschichte“, erklärte Markus Harzenetter, Chefdenkmalpfleger des Landschaftsverband Westfalen-Lippe. Nach Einschätzung von Steffen Skudelny, Geschäftsführer der Deutschen Stiftung Denkmalschutz, sei das Gebäude nicht nur „sehr spektakulär“, sondern ein „sensationelles Geschichtszeugnis“ von internationaler Bedeutung.
Zum Erhalt des Gebäudes werden nach Auskunft des Bau- und Liegenschaftsbetrieb Nordrhein-Westfalen fortwährend substanzerhaltende Sanierungsmaßnahmen durchgeführt.

### Planungen eines Neubaus
Seit 2010 wird ein Neubau geplant. Am 30. August 2012 wurde die Entscheidung zur Stilllegung der Justizvollzugsanstalt in der Gartenstraße sowie zum Neubau des Gefängnisses vom NRW-Justizministerium bekanntgegeben. Der Neubau, der in einer Bauzeit von fünf Jahren entstehen soll, soll Platz für 640 bis 760 Häftlinge bieten, zudem sollen weitere 60 Jugendliche aufgenommen werden können. Weiterhin soll 500 Mitarbeitern Platz geboten werden. Das Baugrundstück müsse dazu eine Größe von rund 12 bis 15 Hektar aufweisen. Die Vorgaben des Landes Nordrhein-Westfalen für den Baugrund sieht eine Fläche von 15 Hektar sowie eine Bushaltestelle vor. Die Stadt Münster präferiert die Errichtung des neuen Gefängnisses auf dem Stadtgebiet, vorzugsweise auf einem Grundstück der Stadt, um den Wünschen der Stadtdirektion zu entsprechen. Als Standort des Neubaus war das Kasernengelände in Münster-Handorf im Gespräch. Ebenso wurde ein Grundstück östlich der Kanalstraße in der Nähe der Provinzial-Versicherung als Standort gehandelt. Ein Sprecher des Düsseldorfer Justizministeriums gab Ende März 2013 bekannt, dass keiner dieser beiden Standorte für das Ministerium bei der Wahl des Bauplatzes eine Rolle spielen würden. Bei der Standortsuche für das neue Gefängnis wurde eine Verwaltungsvorlage aus dem Jahr 2001 mit dem Titel „Standortsuche für den Neubau des Münsterland-Stadions“ bemüht, die mögliche Standorte für ein neues Stadion des SC Preußen Münster enthält, da für beide Bauprojekte eine Freifläche von etwa 15 Hektar sowie eine gute Nahverkehrsanbindung benötigt wird. Insgesamt wurden 34 mögliche Standorte geprüft. Davon kämen etwa ein Dutzend für den Bauplatz in die nähere Auswahl. Zehn Standorte wurden als grundsätzlich geeignet eingestuft. Die aktualisierten Mindestvoraussetzungen sehen eine Größe von rund 15 bis 20 Hektar, eine Breite von mindestens 250 Metern und eine in der Nähe befindliche gut ausgebaute Straße vor. Für den neuen Standort ist ausdrücklich eine stadtnahe Lage gewünscht. Dies wurde mit einer schnellen Überführung von Untersuchungshäftlingen zum Landgericht Münster sowie einer guten Anbindung an den öffentlichen Personennahverkehr für Besucher begründet. Stadt und Land gaben an, dass die Bürger bei der Standortsuche beteiligt werden sollen. Das Budget für den Neubau beläuft sich nach Angaben des NRW-Justizministeriums auf 180 bis 200 Millionen Euro. Als Favoriten für den neuen Standort wurden Ende April 2013 ein Gelände nahe Haus Uhlenkotten sowie eine Fläche an der Weseler Straße gehandelt. Nach Angabe der Landesregierung solle sich die Suche nach einem für das Bauvorhaben geeigneten Standort „auf die Bereiche rund um die beiden Autobahnkreuze“ konzentrieren. Im Mai 2013 gab das Justizministerium bekannt, dass der Neubau bis zum Jahr 2019 auf dem Gelände des ehemaligen Truppenübungsplatzes in Handorf errichtet werden soll. Der Stadtverband Münster des Naturschutzbundes Deutschland sieht dies kritisch, weil es sich bei dem Gelände um ökologisch wertvolle Flächen handele. Diese Einschätzung teilt die Bürgerinitiative „JVA Münster – ohne Flächenversiegelung“. Ihr Engagement geht jedoch nach Aussage ihres Sprechers Franz Pohlmann über den Standort in Handorf hinaus: „Wir fordern die Einbeziehung bereits versiegelter Flächen über den Standort Münster hinaus. Es gibt in NRW reichlich geeignete Industriebrachen und ungenutzte Gewerbegebiete.“ Dies deckt sich mit den Wünschen der Landwirtschaftlichen Kreisverbands, der der Haltung des Naturschutzbunds widersprach und zu bedenken gab, dass Äcker nicht weniger schützenswert seien und der Landfraß zu beenden sei. Ende August 2013 stimmte die Bundeswehr nach Aussage von Justizminister Thomas Kutschaty dem Bau in Handorf zu. Im Mai 2014 hingegen stellte die Ministerialdirektorin des Bundesverteidigungsministeriums Alice Greyer-Wieninger fest: „Für den Bau einer Justizvollzugsanstalt kann weder in der Lützow-Kaserne noch auf dem Standortübungsplatz Handorf Gelände zur Verfügung gestellt werden“. Entsprechend kam der Standort im September 2014 nicht zustande, da das Verteidigungsministerium nicht bereit war, den Standort zu verkaufen. Zwischenzeitlich wurde von offizieller Seite ein neuer Bauplatz ins Gespräch gebracht, parallel inserierten die Angestellten der JVA in einem Immobilienportal eine Annonce mit dem Text: „Wir suchen für unseren Dienstherren einen Standort für den Bau einer modernen JVA“. Für den Neubau sollen Erkenntnisse, die in Düsseldorf beim Bau und Betrieb der modernsten Justizvollzugsanstalt des Landes Nordrhein-Westfalen gemacht wurden, Berücksichtigung finden. Der Neubau soll auf einer Freifläche an der Telgter Straße am äußersten Stadtrand auf dem Gebiet des Ortsteils Wolbeck entstehen. Am 1. Oktober 2021 erfolgte der offizielle Baubeginn.
Der sternförmige Bau an der Gartenstraße soll ähnlich wie die Dreifaltigkeitskirche, die Bonifatiuskirche oder die Alte Feuerwache umgenutzt werden, wobei die Fassade erhalten bleiben soll. Aufgrund der teilweise maroden Bausubstanz gilt der Erhalt des Gebäudekomplexes jedoch als fraglich. Nach Urteil eines Gutachters sei die Sanierung des Gefängnisses wirtschaftlich nicht machbar. Entsprechend plant der Bau- und Liegenschaftsbetrieb NRW den Abriss der denkmalgeschützten Justizvollzugsanstalt, wohingegen „der leichtfertige Umgang mit dem architektonischen Erbe“ von Münsteraner Bürgern kritisch gesehen wird. Michael Jung, Fraktionsvorsitzender der SPD, argumentiert, „die Verlegung der JVA vom Standort Gartenstraße weg bietet die Möglichkeit, dort innenstadtnah bezahlbare Wohnbebauung zu realisieren“, obwohl solch zentral liegende Grundstücke in Münster rar und damit teuer sind.
An dem Tag, an dem der Mietvertrag zwischen dem Bau- und Liegenschaftsbetrieb NRW und dem Land Nordrhein-Westfalen für den Neubau beginnt, wird automatisch das Mietverhältnis für den Standort an der Gartenstraße enden. Ebenso soll nach Fertigstellung des Neubaus der Standort in Coesfeld aufgegeben werden.

### Räumung 2016
Am 6. Juli 2016 verfügte der Bau- und Liegenschaftsbetrieb NRW, dass einige Gebäude der JVA Münster wegen Einsturzgefahr innerhalb von 48 Stunden zu räumen seien. Daraufhin wurden 450 der 500 Häftlinge auf andere Standorte verteilt. Nachdem der geplante Neubau-Standort verworfen werden musste, da das Gelände nicht dem Land gehört, wurden 80 Häftlinge im Oktober 2017 zurück in die JVA Münster überführt. Inzwischen können im sogenannten Lazarettgebäude und dem Gebäudeflügel B, die beide erst nach Ende des Zweiten Weltkriegs errichtet wurden, wieder Häftlinge untergebracht werden. Insgesamt bestehen damit Haftkapazitäten für 218 Personen, darunter 139 Plätze für Untersuchungshäftlinge und 79 für rechtskräftig verurteilte Straftäter.

## Zweiganstalt Coesfeld
Die Zweiganstalt Coesfeld befindet sich in einem Gebäude aus dem Jahr 1850 und verfügte 2008 über 42 Haftplätze im geschlossenen Vollzug. Im Jahr 2022 waren 44 Haftplätze vorhanden und die Kosten pro Häftling beliefen sich inklusive Bau- und Sachinvestitionen auf etwa 150 Euro pro Tag.

## Zuständigkeit
Die JVA Münster ist zuständig für die Vollstreckung von:
- Freiheitsstrafe (Erst- und Regelvollzug) von drei Monaten bis einschließlich zwei Jahren
- Freiheitsstrafe von mehr als 24 Monaten bis einschließlich 48 Monaten an Ausländern
- Pädagogisches Zentrum
- Strafarrest
- Untersuchungshaft, Auslieferungs- und Durchlieferungshaft an Erwachsenen[49]

Die Zuständigkeiten der Justizvollzugsanstalten in Nordrhein-Westfalen sind im Vollstreckungsplan des Landes NRW geregelt (AV d. JM v. 16. September 2003 – 4431 – IV B. 28 –).

## In den Medien
Am 13. Dezember 2004 nahm ein Team des Senders ARTE eine Dokumentation über die JVA auf, die 2005 im Rahmen der Reihe Familienalbum ausgestrahlt wurde, die das Pädagogische Zentrum thematisierte.
Am 5. März 2006 drehte Til Schweiger für seinen Film One Way einen Tag lang in der Münsteraner JVA. Dabei stellt diese die Kulisse für ein New Yorker Gefängnis dar. Für sechs Szenen, die im Film ca. 70 Sekunden ausmachen, wurde ein 70-köpfiges Team nach Münster gebracht. Dies war nach einer Folge für die RTL-Serie Balko bereits das zweite Mal, dass in der JVA ein Film gedreht wurde.
2007 wurden für Wilsberg: Filmriss Außenaufnahmen auf dem Gefängnishof der Justizvollzugsanstalt gedreht. In der zweiten Augusthälfte 2012 wurde für Wilsberg: Hengstparade vor der Justizvollzugsanstalt gedreht.
Am 28. April 2013 wurden Dreharbeiten für die Folge Die chinesische Prinzessin der Fernsehreihe Tatort in der Justizvollzugsanstalt durchgeführt.